# Michael Blum (Künstler, 1942)
Michael Blum (* 9. Januar 1942 in Prüm; † 10. Juli 2023) war ein deutscher Künstler und Kunsterzieher.

## Leben
Michael Blum studierte ab 1963 Pädagogik und Kunsterziehung in Bonn, später zusätzlich Kunst und Design.  Von 1991 bis 2004 leitete er die Kölner Domsingschule.  Seitdem arbeitete er in Euskirchen und Cochem/Mosel als freischaffender Maler und Künstler. Er konzentrierte sich vorwiegend auf christliche Themenbereiche.
Zahlreiche Ausstellungen im In- und Ausland sowie Veröffentlichungen seiner Arbeiten in mehreren Verlagen dokumentieren sein Schaffen. Größere Bekanntheit erlangte er erstmals mit der Gestaltung von Bildern zu den sieben Stationen des ökumenischen Jugendkreuzweges 1996. Ein theologischer Schwerpunkt seiner Arbeiten sind Engel. Er gestaltete Objekte (z. B. Kreuze aus Holz mit Blattgold und Osterkerzenständer), sowie Kirchen, Kapellen, Andachts- und Verabschiedungsräume.

## Werke (Auswahl)

### Raum- und Objektgestaltung
- Kapelle im Hospiz, Euskirchen
- Katholische Grundschule Am Domhof, Bonn-Mehlem
- Edith Stein Stele, Bonn-Duisdorf
- Evangelisches Krankenhaus, Köln-Weyertal
- Andachtsraum EVA, Gemünd
- Verabschiedungsraum Marienhospital, Brühl

### Buchveröffentlichungen
- Kreuz-Zeichen. Mit Johanna Domek. Patris Verlag, 2013.
- Auf dem Weg zum Licht – Die Kapelle im Euskirchener Hospiz – geistliches Begleitbuch. Mit Bernhard Auel. Patris Verlag, 2012.
- Dein Licht begleite uns: Eine Adventsreise. Mit Anselm Grün. St. Benno Verlag, Leipzig 2011.
- Gott ist größer – Impulse für „kluge Verwalter“. Mit Bernhard Auel. Patris Verlag, 2009.
- Im Licht des Segens – Heilvolle Betrachtungen. Mit Peter Dyckhoff. Herder Verlag, 2009.
- Das kleine Buch zur Stille. Mit Erich Purk. tvd-Verlag, 2007.
- angeschaut. Begegnungen mit dem Auferstandenen. Mit Simone Honecker und Dominik Blum. Verlag Katholisches Bibelwerk, 2006
- Mein Engelbuch (Engelbuch für Kinder). Mit Michael Blum und Vreni Merz. Kösel-Verlag, München 2005.
- Die Zärtlichkeit des Himmels – engelbilder und lyrik. Mit Klaus-Uwe Nommensen. Verlagswerkstatt kreuz & quer, Papenburg 2005.
- Dein Engel behütet dich. Mit Erich Purk. Verlag Katholisches Bibelwerk, 2005.
- Die Bibel – Prachtausgabe. Verlag Katholisches Bibelwerk.
- Das kleine Buch der Engelgebete. Mit Uwe Seidel. tvd-Verlag, Düsseldorf.
- Das kleine Engelbuch. Mit Uwe Seidel. tvd-Verlag, Düsseldorf.
- Das kleine Buch zum Segen. Mit Hanns Dieter Hüsch. tvd-Verlag, Düsseldorf.

### Ausstellungen
- 6. Juni – 13. Juli 2014: Kreuz und quer – in der Gemeinschaft. Ausstellung im Kirchengarten zur Landesgartenschau NRW, Zülpich
- seit 1. Oktober 2009: Dauerausstellung mit Bildern und Kreuzen, Rendantur Euskirchen